# Churriana de la Vega
Churriana de la Vega, oft kurz Churriana genannt, ist eine spanische Stadt in der andalusischen Provinz Granada. Die Einwohnerinnen und Einwohner werden Churrianeras bzw. Churrianeros genannt.

## Geografische Lage
Die Stadt liegt in der Mitte ihrer Comarca Vega de Granada am linken Ufer des Río Genil. Der Ort grenzt unmittelbar südöstlich an die Großstadt Granada, deren Zentrum nur 6 km entfernt ist. Weitere Nachbargemeinden sind Armilla, Alhendín, Las Gabias, Cúllar Vega und Vegas del Genil.

## Geschichte
Da die Vega de Granada fruchtbares Ackerland bietet. war sie schon im Paläolithikum besiedelt. In der Römerzeit entstand ein Bewässerungssystem, so dass sich eine Menge kleinerer Gemeinden entwickeln konnte, die sich um die Stadt Iliberis herum gruppierten.
Die ersten schriftlichen Quellen, die Churriana erwähnen, stammen aus dem Mittelalter. In jener Zeit gab es intensiven Ackerbau und eine florierende Seidenproduktion. In der arabischen Epoche gab es einen Hamam an der zentralen Bewässerungsanlage Arabuleila. Als die arabische Herrschaft endete, fanden in Churriana de la Vega die Verhandlungen zwischen Gonzalo Fernández de Córdoba als Vertreter der spanischen Krone und den Vertretern von des Emirs von Granada zur Übergabe Granadas statt.
Nach dem Fall Granadas war die Bevölkerung im Königreich Granada überwiegend moriskisch. Nach dem gescheiterten Aufstands der Morisken wurde die ansässige Bevölkerung weitgehend vertrieben. In der Folge wurden rund 100 Familien aus Córdoba. der Extremadura, Kastilien, Asturien, Murcia und Bizcaia neu angesiedelt.
Während der napoleonischen Kriege wurden Vieh und Agrarprodukte durch die französischen Truppen geplündert.

## Bevölkerung
| 1787  | 1842  | 1860  | 1877  | 1887  | 1897  | 1900  | 1910  | 1920  | 1930  | 1940  | 1950  | 1960  | 1970  | 1980  | 1990  | 2000  | 2010   | 2020   |
| ----- | ----- | ----- | ----- | ----- | ----- | ----- | ----- | ----- | ----- | ----- | ----- | ----- | ----- | ----- | ----- | ----- | ------ | ------ |
| 1.269 | 1.562 | 1.879 | 1.855 | 1.643 | 1.815 | 1.956 | 2.201 | 2.325 | 2.681 | 2.779 | 3.007 | 3.095 | 3.620 | 3.884 | 5.536 | 7.574 | 13.091 | 15.781 |

## Klima
Entsprechend der Klimaklassifikation_nach_Köppen_und_Geiger herrscht in Churriana de la Vega ein Übergangsklima zwischen semiarid warm (BSk) und mediterran (Csa).
|                        | Jan  | Feb  | Mär  | Apr  | Mai  | Jun  | Jul  | Aug  | Sep  | Okt  | Nov  | Dez  |   |       |
| Mittl. Temperatur (°C) | 6,8  | 8,5  | 11,4 | 13,1 | 17,1 | 22,5 | 26,0 | 25,5 | 21,6 | 16,3 | 10,9 | 7,9  | ⌀ | 15,7  |
| Mittl. Tagesmax. (°C)  | 12,6 | 14,6 | 18,0 | 19,5 | 24,0 | 30,2 | 34,2 | 33,5 | 28,7 | 22,6 | 16,5 | 13,1 | ⌀ | 22,3  |
| Mittl. Tagesmin. (°C)  | 1,1  | 2,4  | 4,8  | 6,8  | 10,2 | 14,7 | 17,7 | 17,6 | 14,4 | 10,1 | 5,3  | 2,7  | ⌀ | 9     |
|                        |      |      |      |      |      |      |      |      |      |      |      |      |   |       |
| Niederschlag (mm)      | 40,6 | 33,0 | 34,7 | 37,1 | 29,8 | 11,2 | 1,9  | 3,4  | 22,6 | 37,8 | 50,2 | 50,2 | Σ | 352,5 |
|                        |      |      |      |      |      |      |      |      |      |      |      |      |   |       |
| Sonnenstunden (h/d)    | 170  | 172  | 219  | 234  | 280  | 331  | 362  | 330  | 254  | 211  | 165  | 148  | ⌀ | 240,1 |
|                        |      |      |      |      |      |      |      |      |      |      |      |      |   |       |
| Regentage (d)          | 5,8  | 5,6  | 5,1  | 6,3  | 4,7  | 1,7  | 0,3  | 0,6  | 2,7  | 5,1  | 6,7  | 7,2  | Σ | 51,8  |
|                        |      |      |      |      |      |      |      |      |      |      |      |      |   |       |
| Luftfeuchtigkeit (%)   | 72   | 68   | 60   | 57   | 51   | 43   | 37   | 41   | 51   | 62   | 71   | 75   | ⌀ | 57,3  |

| 1,1 |

| 2,4 |

| 4,8 |

| 6,8 |

| 10,2 |

| 14,7 |

| 17,7 |

| 17,6 |

| 14,4 |

| 10,1 |

| 5,3 |

| 2,7 |

| 1,1 |

| 2,4 |

| 4,8 |

| 6,8 |

| 10,2 |

| 14,7 |

| 17,7 |

| 17,6 |

| 14,4 |

| 10,1 |

| 5,3 |

| 2,7 |

## Kultur

### Bauwerke

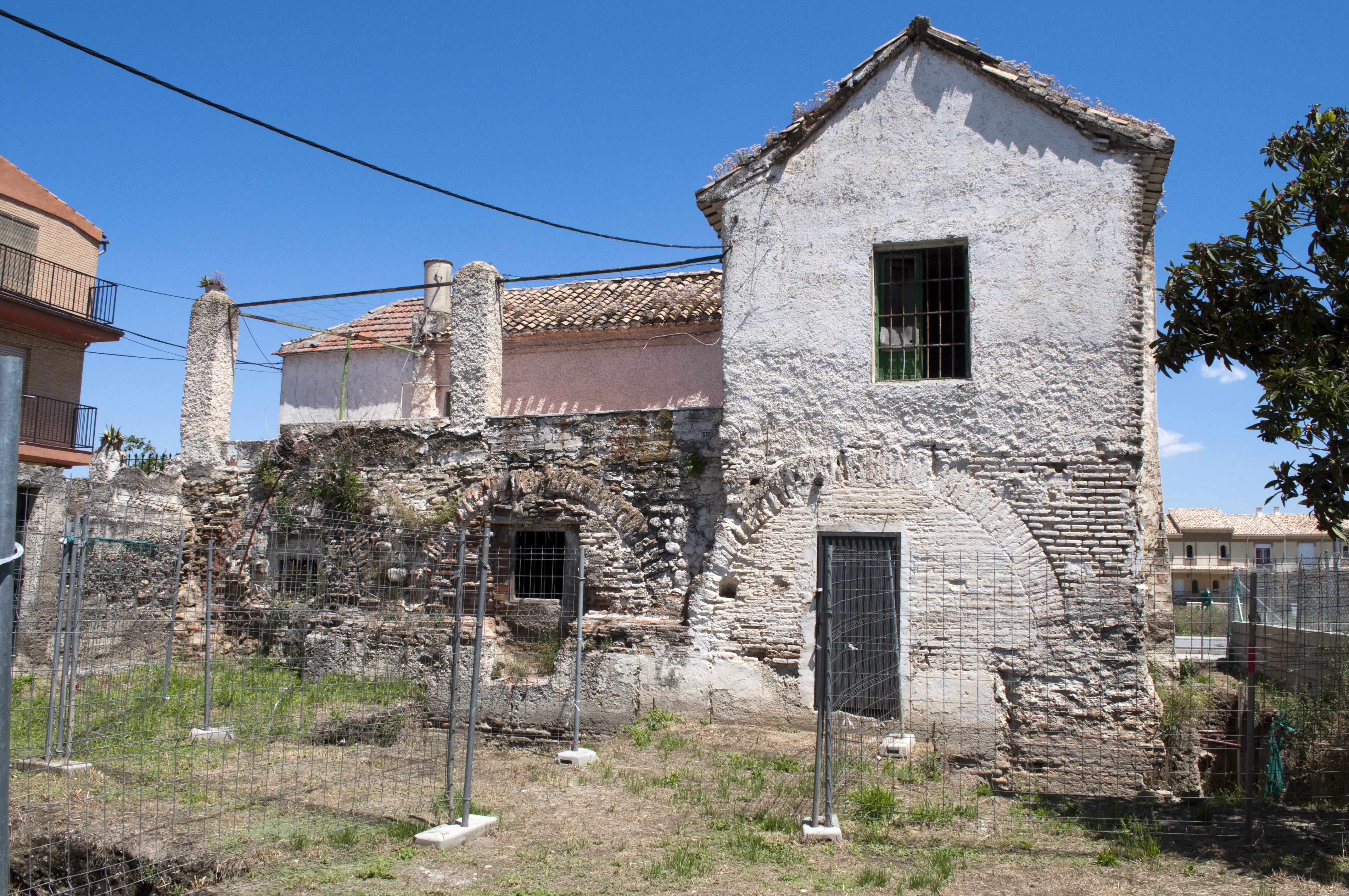
Ruine des arabischen Hamam

- Ruine des arabischen HamamDas arabische Bad wurde im 12. und 13. Jahrhundert errichtet. Dieser Hamam befindet sich neben dem Bewässerungskanal Arabuleila, der die Orte Granada, Armilla, Churriana und Cúllar Vega mit Wasser versorgt. 1998 erwarb die Gemeindeverwaltung das Bauwerk, das als Bien de Interés Cultural klassifiziert ist.[6]
- Pfarrkirche Visitación de la Virgen aus dem 16. Jahrhundert.[7]
- Kapelle Nuestra Señora de la Cabeza[Anm 1] aus dem 17. Jahrhundert.[8]
- Wohnhaus Casa Calvo Valero aus dem 18. Jahrhundert.[9]
- Öffentliches Waschhaus, erbaut zu Beginn des 19. Jahrhunderts. Es diente nicht nur der Hygiene, sondern war auch ein Ort der sozialen Begegnung. Da es am Rande der Stadt lag, konnten die in der Landwirtschaft Arbeitenden hier ihren Durst stillen, und auch die Lasttiere konnten hier getränkt werden.[10]

### Freilicht-Museum
1998 initiierte die Stadtverwaltung eine Art Freilicht.Museum in den Straßen der Stadt, das Museo escultórico. auch Kilómetro del Arte und Kilómetro Artístico genannt. Im Laufe der Zeit entstand eine Reihe von Skulpturen, die Persönlichkeiten oder kulturelle Errungenschaften würdigen, beispielsweise:
- 1998 den Torero Frascuelo in einer Bronzestatue von Jesús Palacín Gómez
- 2000 die Jugend von Diego Cruz
- 2003 den Bildhauer Domingo Sánchez Mesa in einem Selbstbildnis
- 2006 den Schriftsteller Miguel de Cervantes durch die Gestalt von El Quijote, realisiert von José Salobreña
- 2006 Mater Natura in einer Statue von Miguel Moreno Romera
- 2006 Manuel de Falla in einem Werk desselben Künstlers
- 2006 die Landwirtschaft in Gestalt der Göttin Ceres, in einer Statue von Francisco Javier Galán
- 2007 die Arbeiter von Ramiro Megías
- 2007 die Wäscherinnen, ebenfalls von Francisco Javier Galán
- 2010 der Gott Apollon von Mármoles Lañas
- 2011 die Freiheit in der Figur des Icaro
- 2011 Inercia[Anm 2]
- 2013 Niños jugandos[Anm 3]

## Feste
- Cabalgata de Reyes[Anm 4] am 5. Januar
- Nuestro Padre Jesús[Anm 5] am letzten Sonntag im Januar
- Karneval am Gründonnerstag
- Semana Santa
- Fiesta de la Cruz am 3. Mai.
- Fest von San Roque am 16. August
- Fest zu Ehren von Nuestra Señora la Virgen de la Cabeza[Anm 1] am 8. September

## Bildung
Die Stadt verfügt über die folgenden öffentlichen und privaten Bildungseinrichtungen:
- Kindergärten Mi gran cole, Churriana de la Vega und Arco Iris
- Kindergarten und Primarschule Escultor César Molina Megías
- Primarschule San Roque
- Primarschule Virgen de la Cabeza
- Sekundarschule Federico García Lorca

## Persönlichkeiten
- Frascuelo, 1842–1898, Torero
- Antonio Montero Moreno, 1928–2022, Bischof und Journalist
- Arturo Ruiz García, 1957–1977, studentischer Aktivist und Opfer eines politischen Mordes.
- Manuel Vázquez Hueso, * 1981, Radsportler
- Francisco José Martínez, * 1983, Radsportler